# Itapuí
Itapuí là một đô thị ở bang São Paulo của Brasil. Đô thị này nằm ở vĩ độ 22º14'00" độ vĩ nam và kinh độ 48º43'09" độ vĩ tây, trên khu vực có độ cao 456 m. Dân số năm 2007 ước khoảng 11 605 người. Đô thị này có diện tích 139,7 km².

## Thông tin nhân khẩu
Ước tính năm 2008
Tổng dân số: 12.344
Dữ liệu điều tra - 2007
Tổng dân số: 11.605
Dữ liệu dân số theo điều tra dân số năm 2000
Tổng dân số: 10.371
- Dân số thành thị: 9.588
- Dân số nông thôn: 783
- Nam giới: 5.321
- Nữ giới: 5.050

Mật độ dân số (người/km²): 74,24
Tỷ lệ tử vong trẻ sơ sinh dưới 1 tuổi (trên một triệu người): 15,51
Tuổi thọ bình quân (tuổi): 71,41
Tỷ lệ sinh (số trẻ trên mỗi bà mẹ): 2,67
Tỷ lệ biết đọc biết viết: 89,05%
Chỉ số phát triển con người (HDI-M): 0,774
- Chỉ số phát triển con người - Thu nhập: 0,703
- Chỉ số phát triển con người - Tuổi thọ: 0,773
- Chỉ số phát triển con người - Giáo dục: 0,845

Principais vereadores:José Antonio Damico Soto (PMDB)
Silene Valini(PSDB)
(Nguồn: IPEADATA)